# U-Bahn-Station Stubentor
Die unterirdische Station Stubentor der Linie U3 wurde am 6. April 1991 eröffnet. Sie befindet sich im 1. Wiener Gemeindebezirk Innere Stadt und erstreckt sich zwischen der Stubenbastei und dem Stubenring. Der Stationsname bezieht sich auf das ehemalige Stubentor der Stadtbefestigung.

## Die Anlage
Die dreigeschoßige Station, in der die beiden Röhren der Linie U3 aus Platzgründen übereinander angereiht sind, ist aufgrund der wenigen Umsteigemöglichkeiten und des hohen Fahrgastaufkommens der beiden nächstgereihten Stationen, Stephansplatz bzw. Landstraße, Bahnhof Wien Mitte, eher beschaulich. Rolltreppen führen in das Verteilergeschoß unter dem Dr.-Karl-Lueger-Platz und weiter zum Ausgang Wollzeile. Ein weiterer Ausgang führt mittels einer festen Treppe sowie 3 Aufzügen direkt auf den Parkring. Dort besteht die Möglichkeit zur Ringstraßenbahnlinie 2, zur Stadtbuslinie 3A in Richtung Schottenring und in die Autobus-Linie 74A in Richtung Friedhof St. Marx umzusteigen. Über das Verteilergeschoß, in dem auch eine öffentliche Toilette untergebracht ist, führt eine weitere feste Treppe auf den Dr.-Karl-Lueger-Platz.

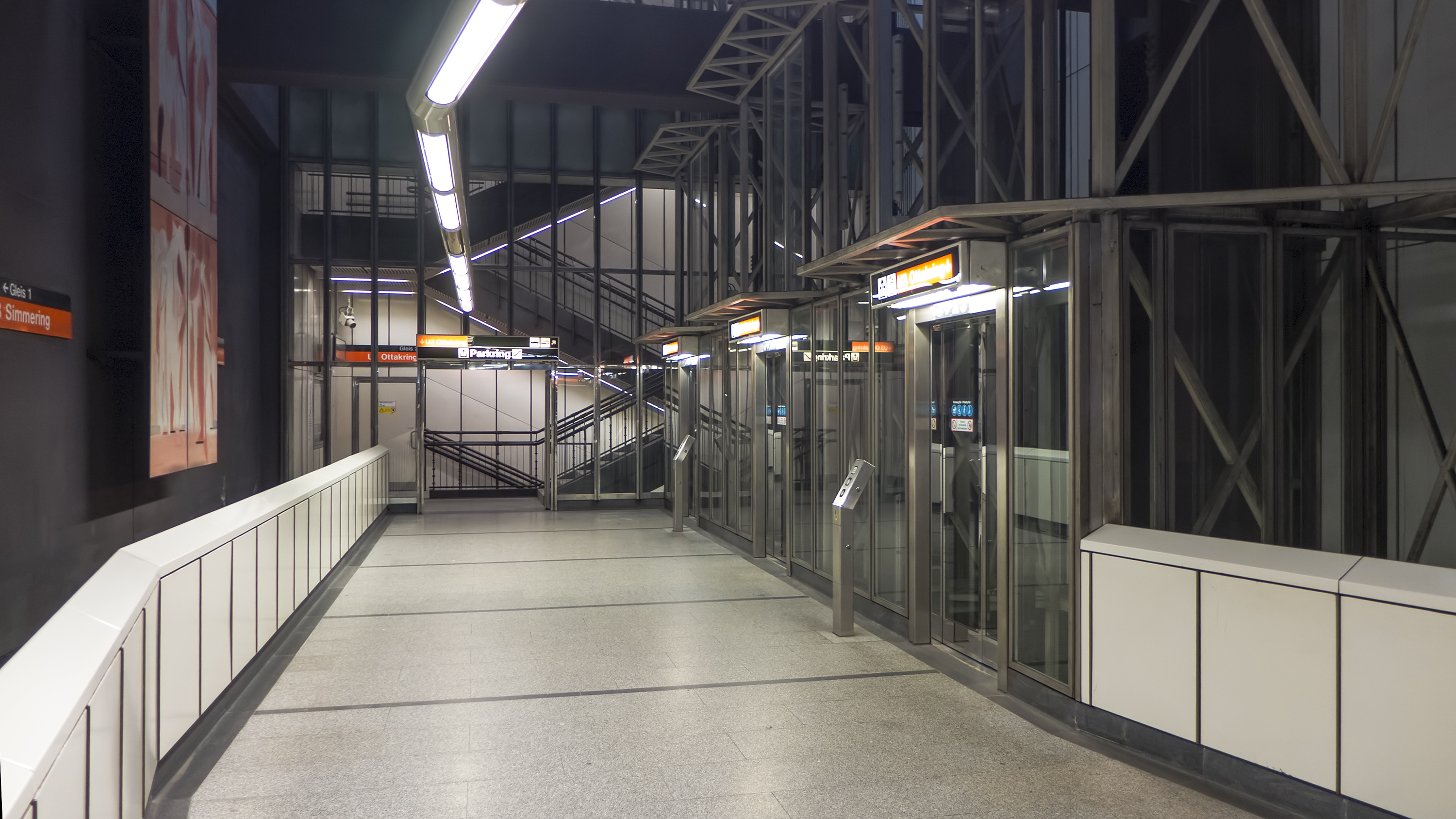
In der Station
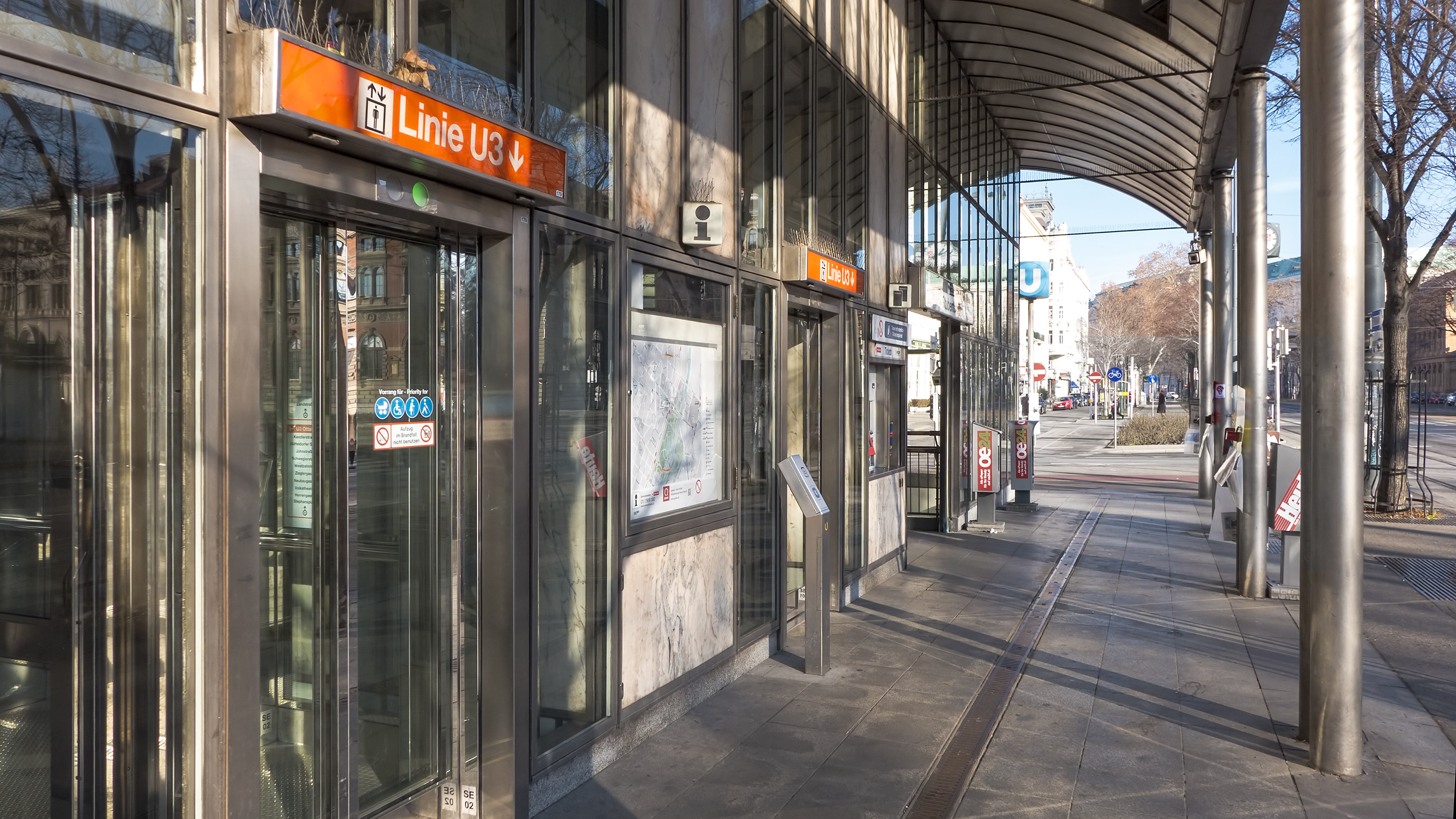
Ausgang Stubenring
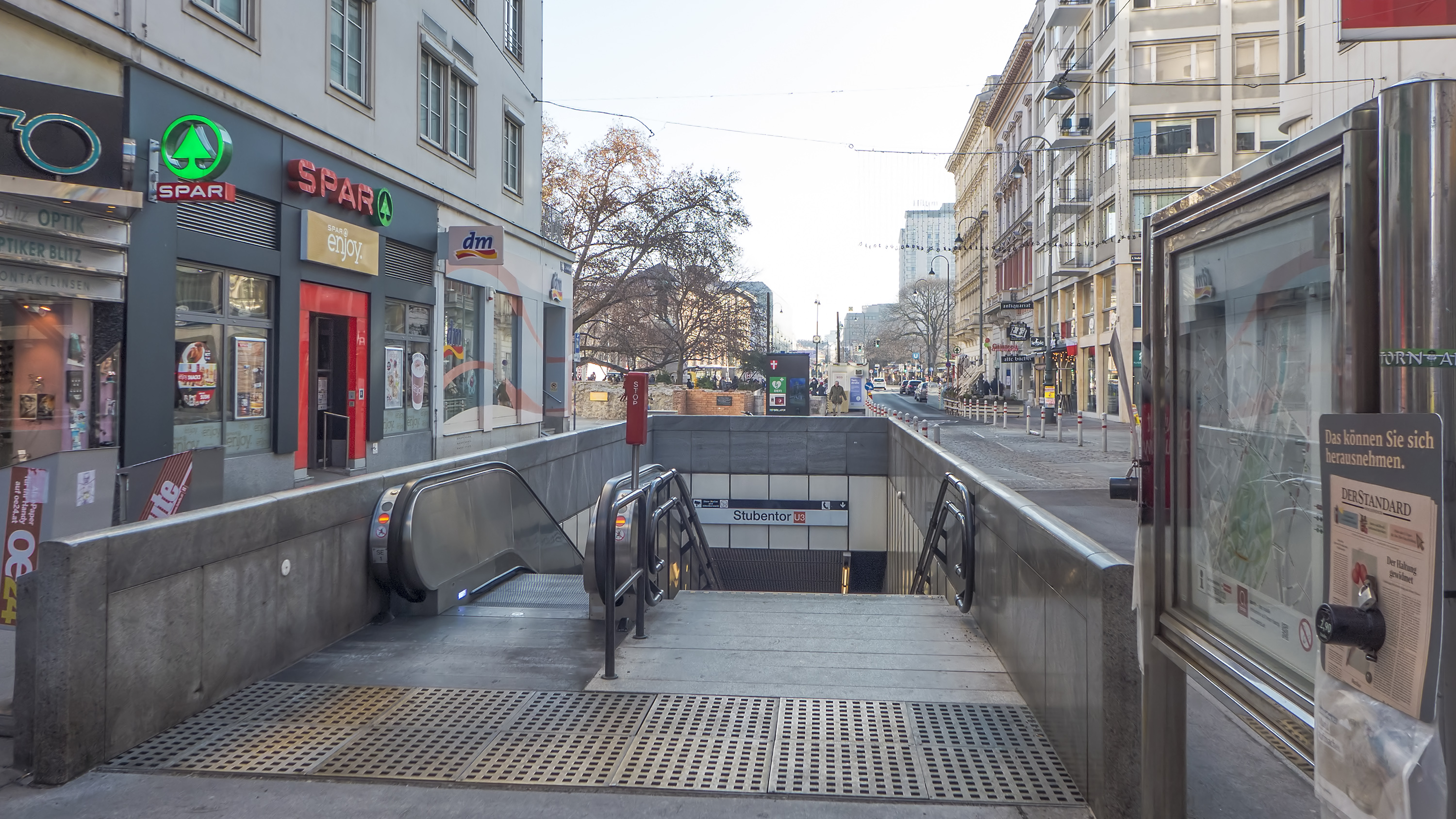
Ausgang Wollzeile
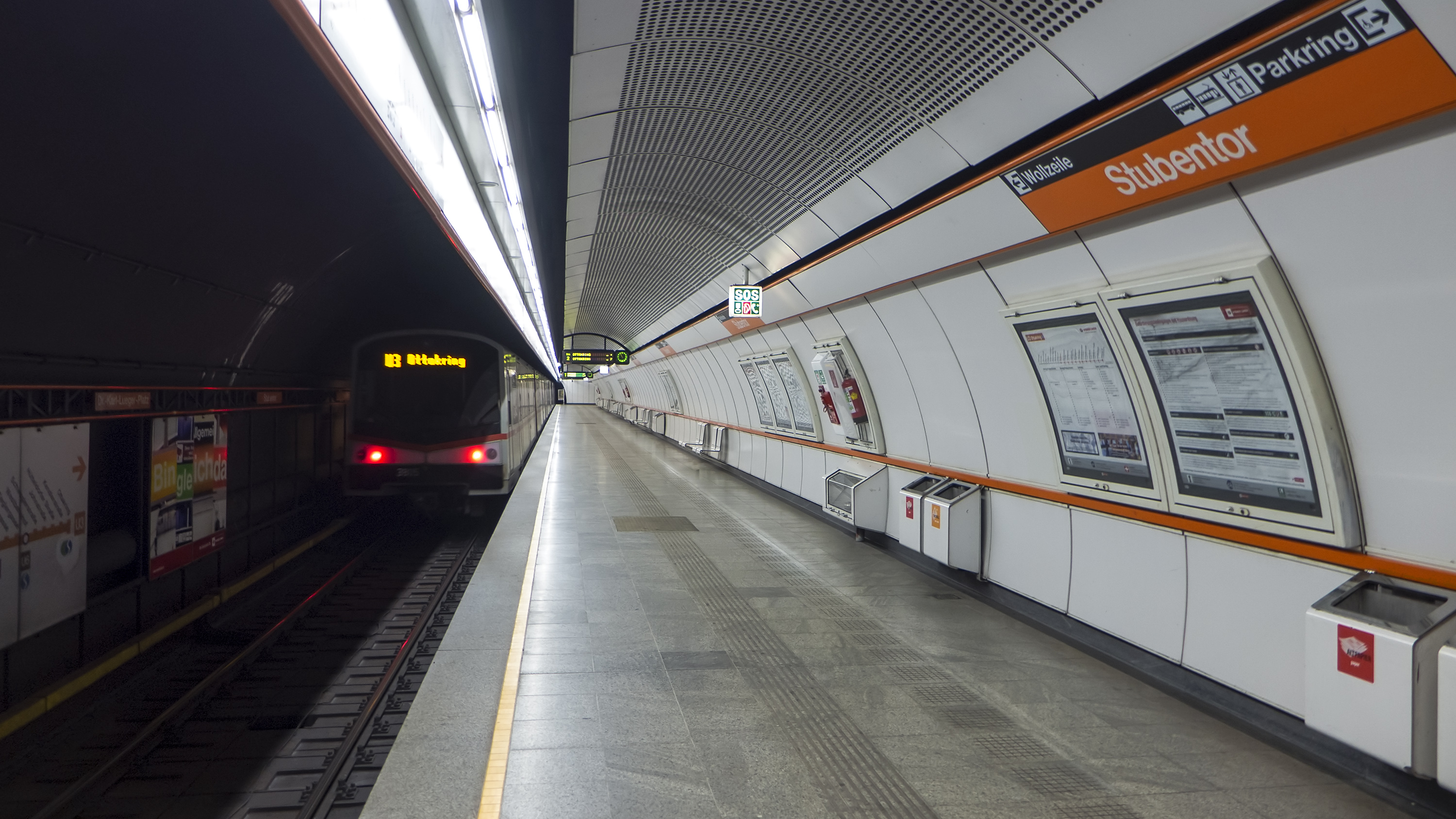
Bahnsteig der Station
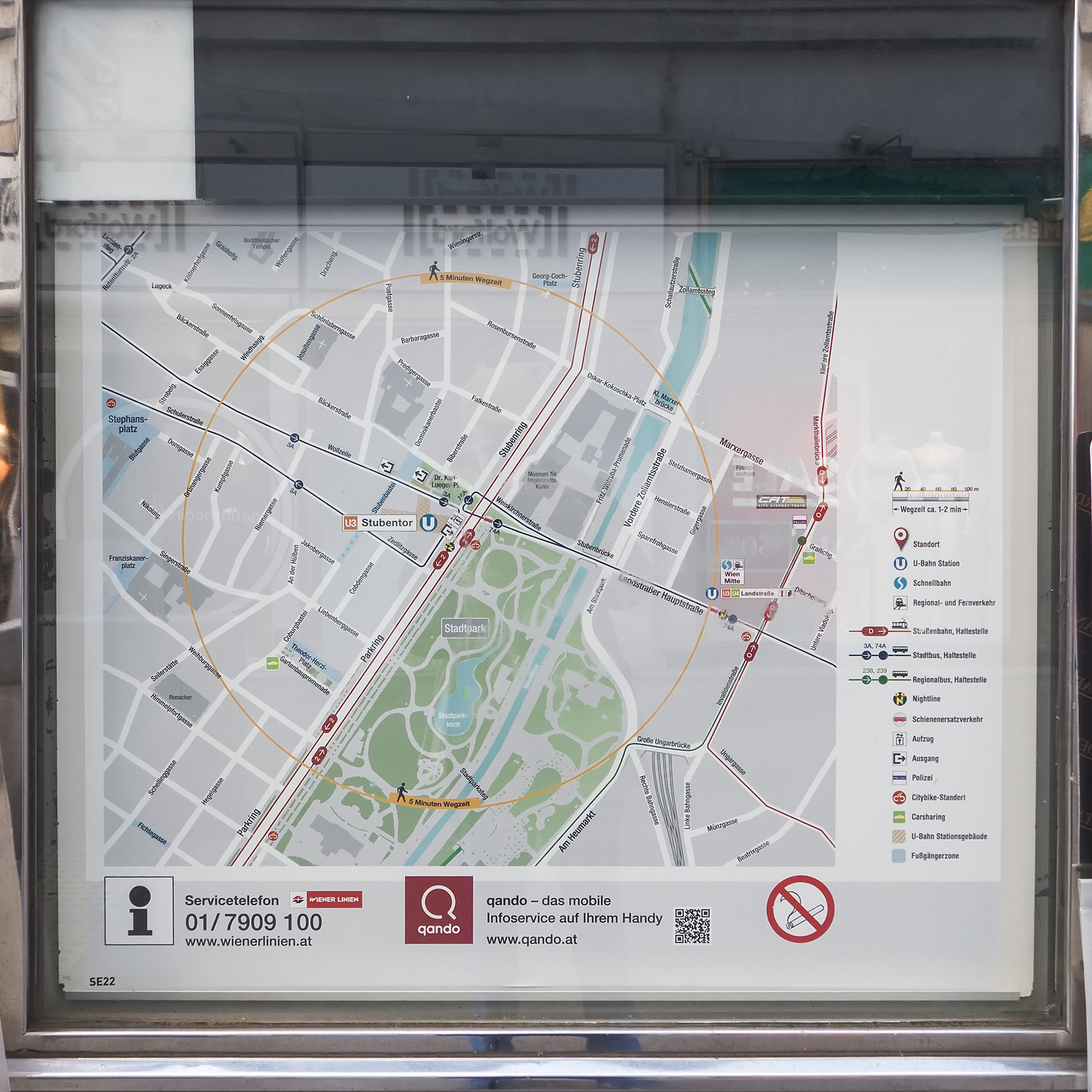
Umgebungsplan

## Umgebung der Station
In unmittelbarer Nähe befindet sich das Museum bzw. die Akademie für Angewandte Kunst, die alte Universität mit dem Universitätsarchiv und dem Institut für Byzantinistik, die Österreichische Akademie der Wissenschaften und das Simpl.

## Ausgestaltung
Im Untergeschoß der Station befinden sich seit 2005 die drei Wandbilder Bewegungen der Seele des Osttiroler Künstlers Michael Hedwig. Die Tafeln haben eine Größe von 10 m × 1,2 m bzw. 5 m × 2,2 m, die dritte Tafel ragt in den Liftschacht und ist 8,8 m hoch und 2,2 m breit. Hedwig thematisiert die geistigen Kräfte in uns sowie die Aura, die uns umgibt und auf die Aura anderer Menschen trifft. Die Bilder verleihen dem Abgang eine heitere, freundliche und kommunikative Atmosphäre. Die Tafeln wurden zunächst in Aquarelltechnik auf Karton gemalt und dann in Rastertechnik auf Aluminiumplatten übertragen; der Malvorgang dauerte etwas mehr als ein Jahr.

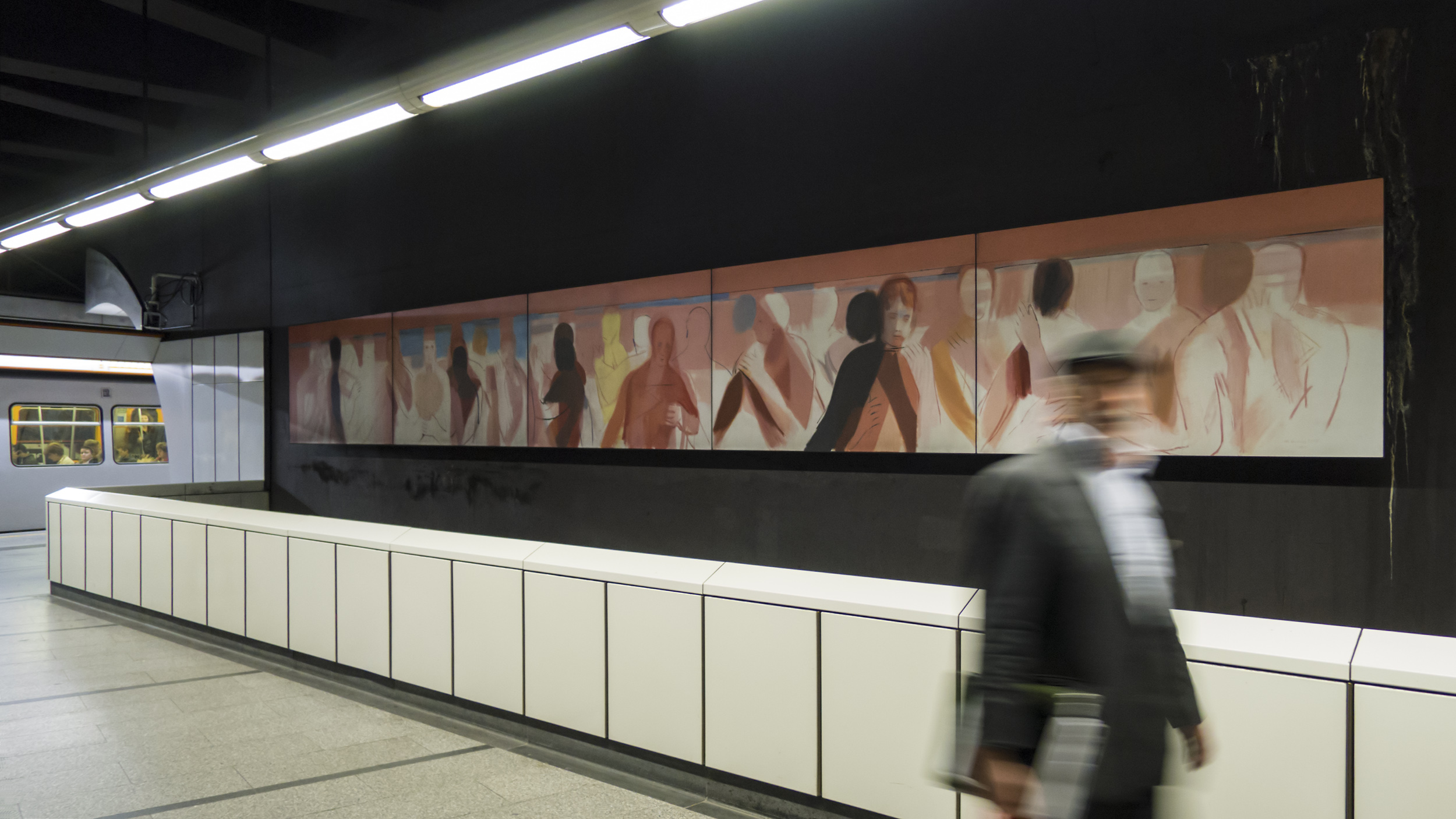
Bewegungen der Seele, Bild 1
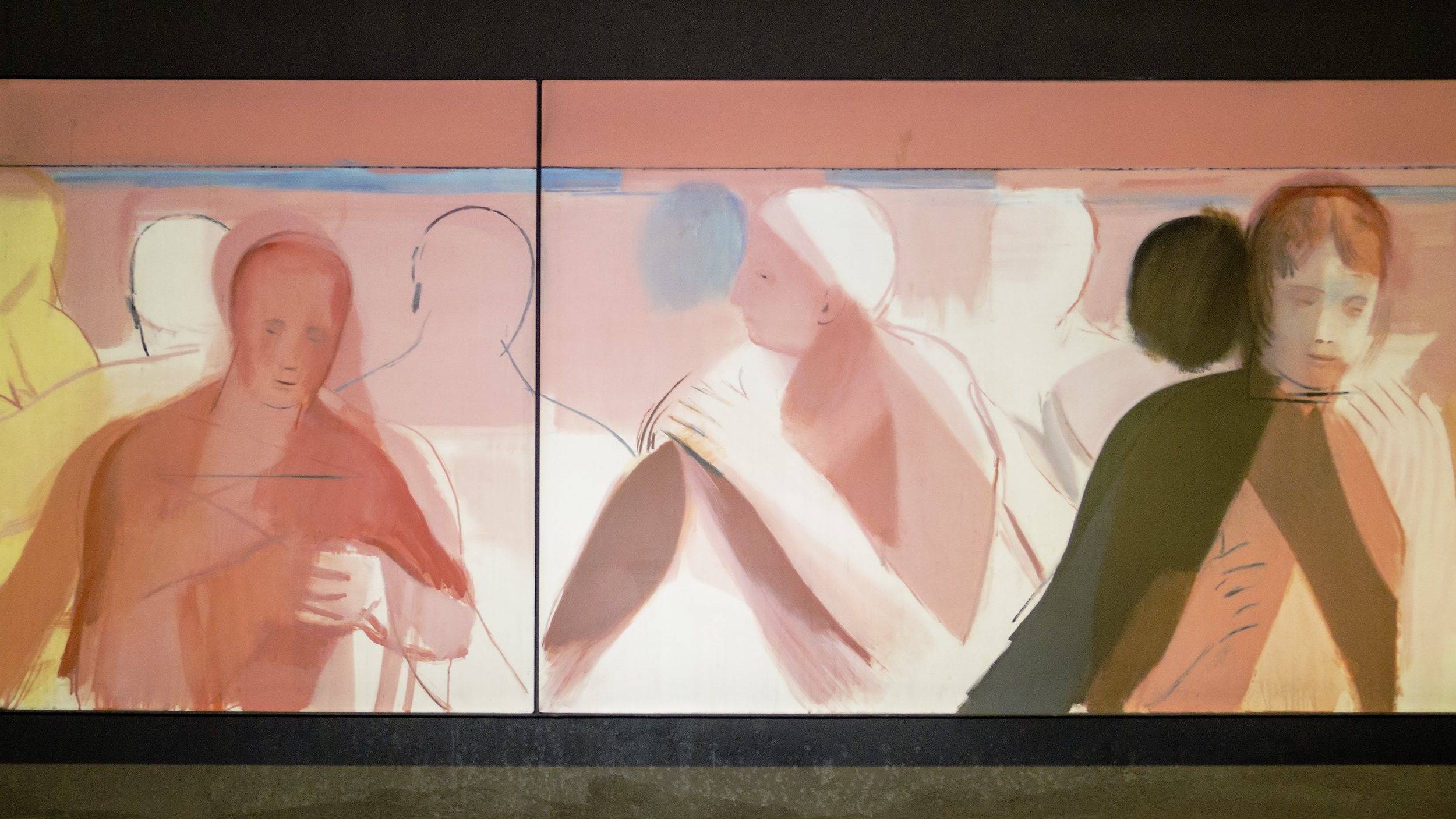
Bild 1, Detail
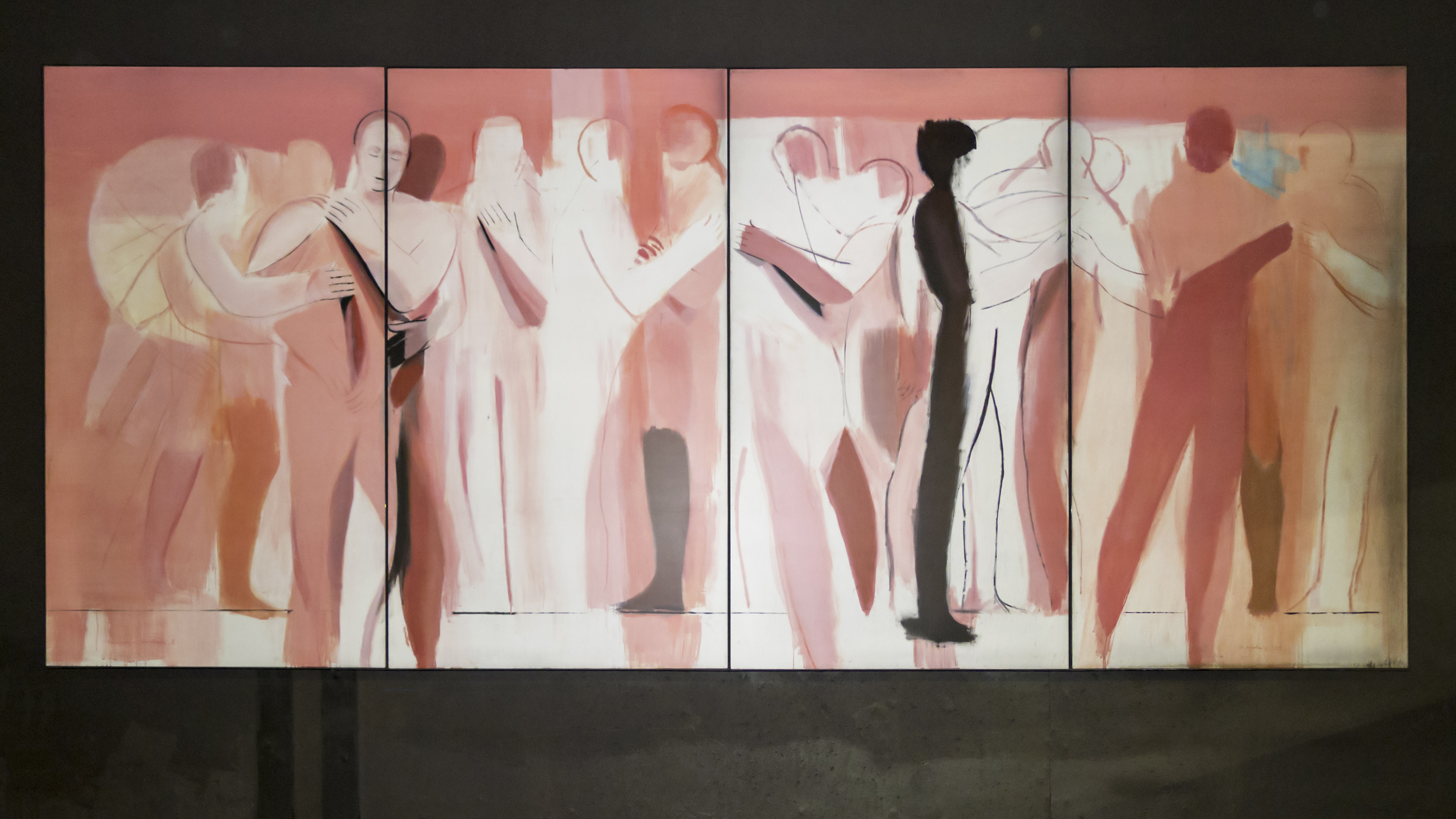
Bewegungen der Seele, Bild 2
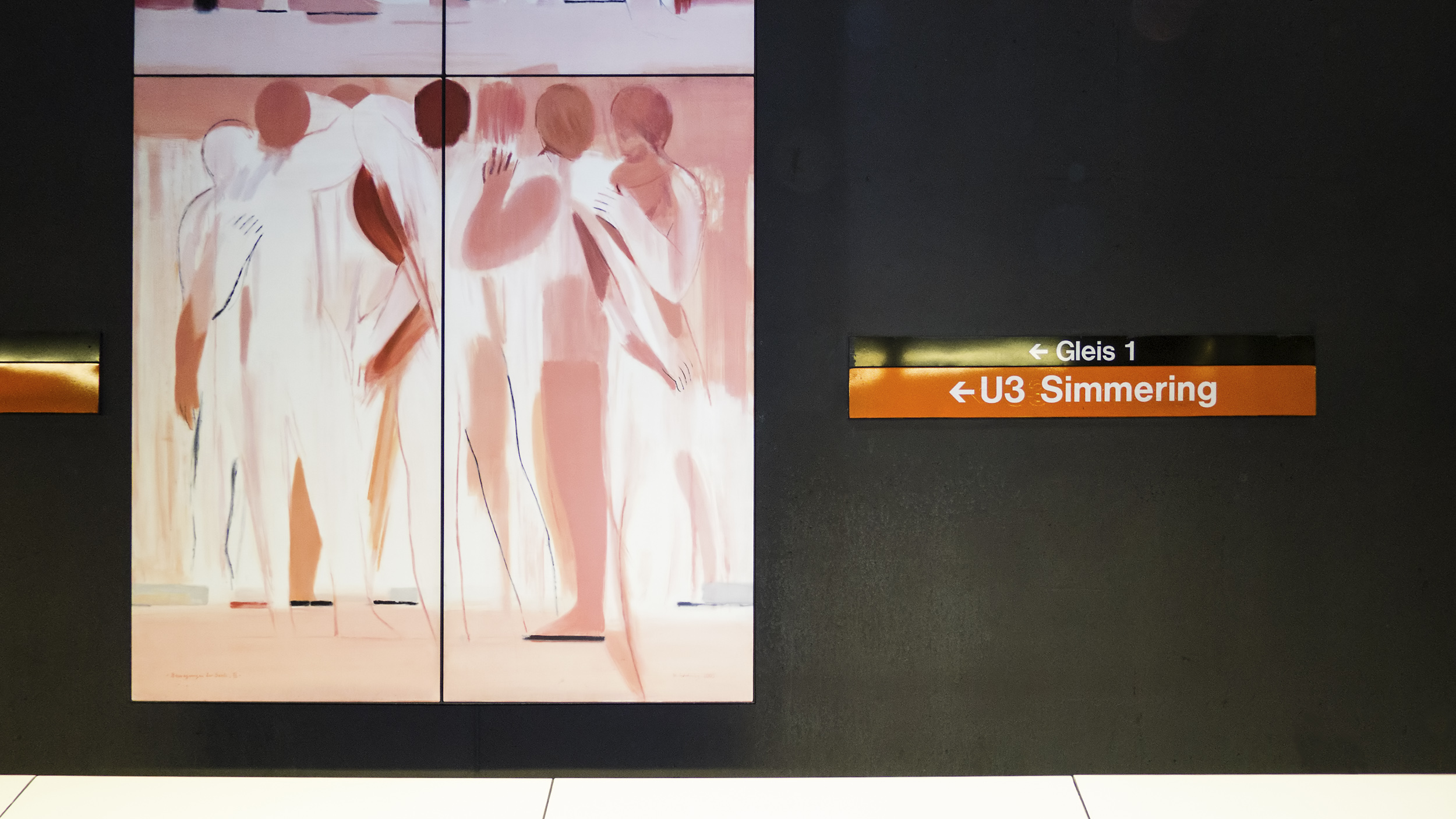
Bild 3, unterer Teil
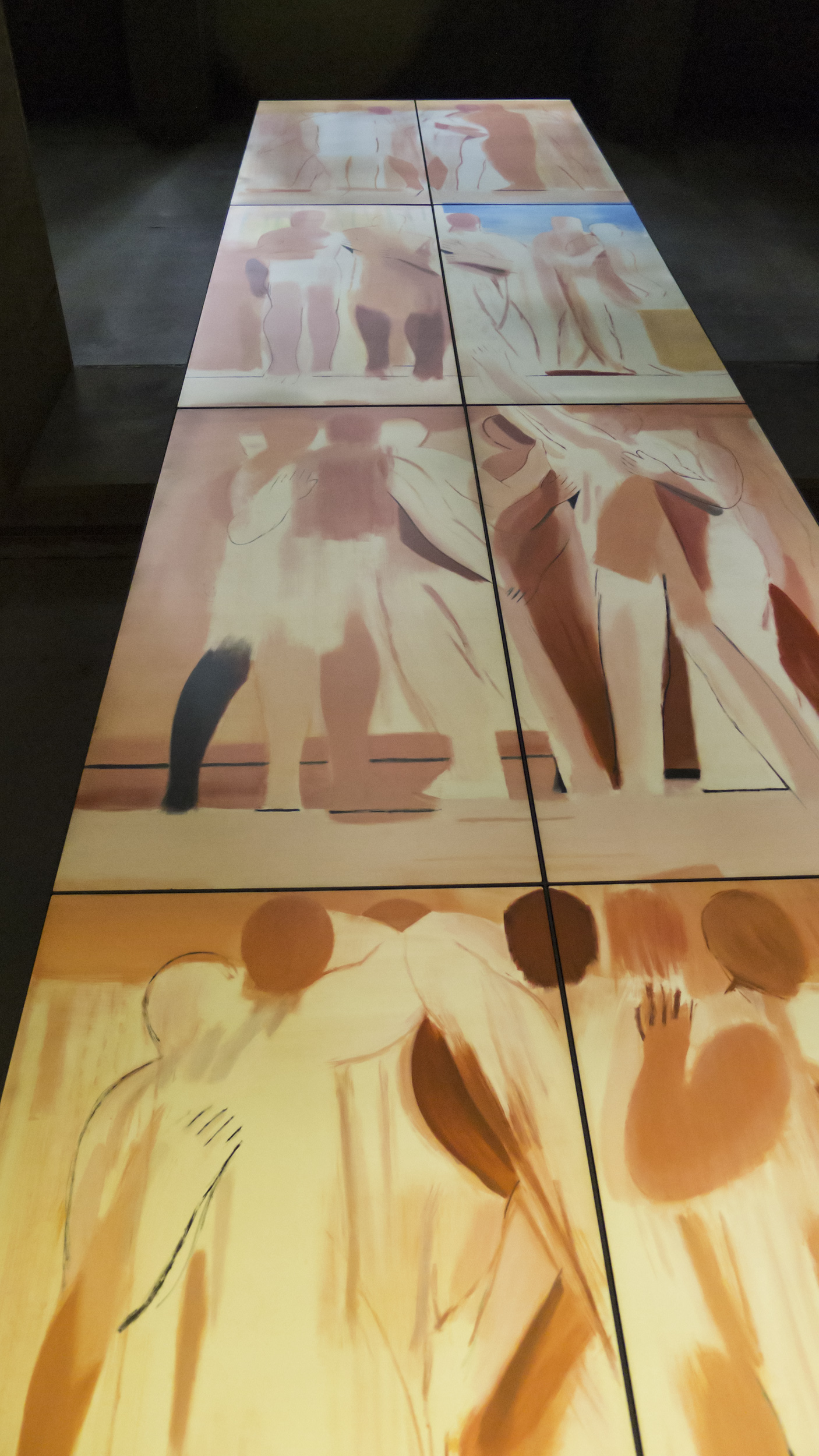
Bild 3, oberer Teil

Im Bereich der Station befand sich bis 1858 das Stubentor der Wiener Stadtbefestigung. Im Rahmen des Stationsbaus war das Auffinden der Stadtmauern erwartet worden, die Arbeiten wurden daher von Archäologen begleitet. Nach den Ausgrabungen wurde ein Teil der Stadtmauer am Dr.-Karl-Lueger-Platz offen präsentiert; der Graben dient über eine Treppe auch als Stationsausgang. Zwei weitere Teile der Stadtmauer wurden in das Verteilergeschoß integriert. Am Dr.-Karl-Lueger-Platz wurde eine niedrige, symbolische Mauer errichtet, an der vier Informationstafeln an das Stubentor erinnern.

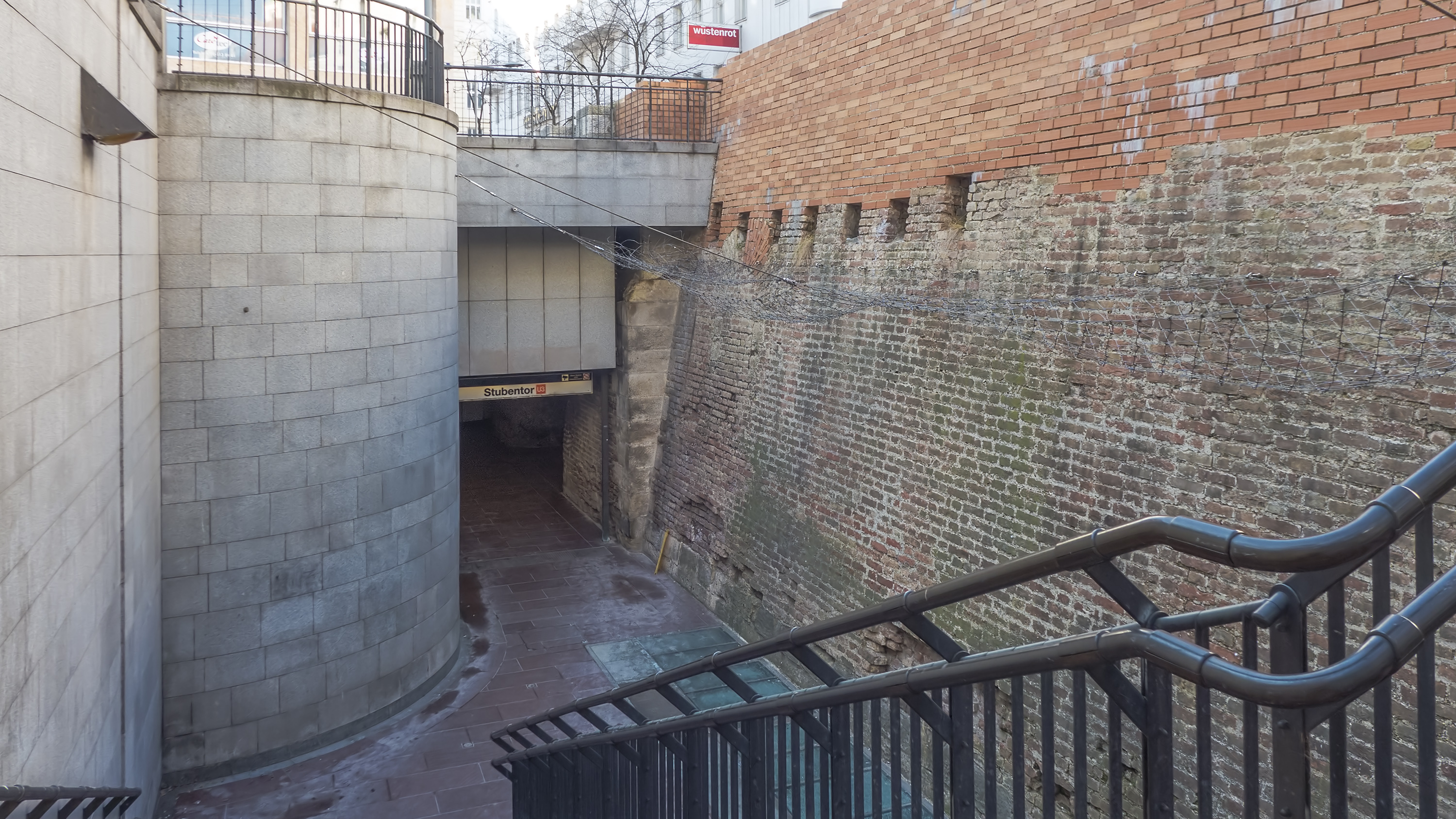
Teil der Stadtmauer am Stubentor
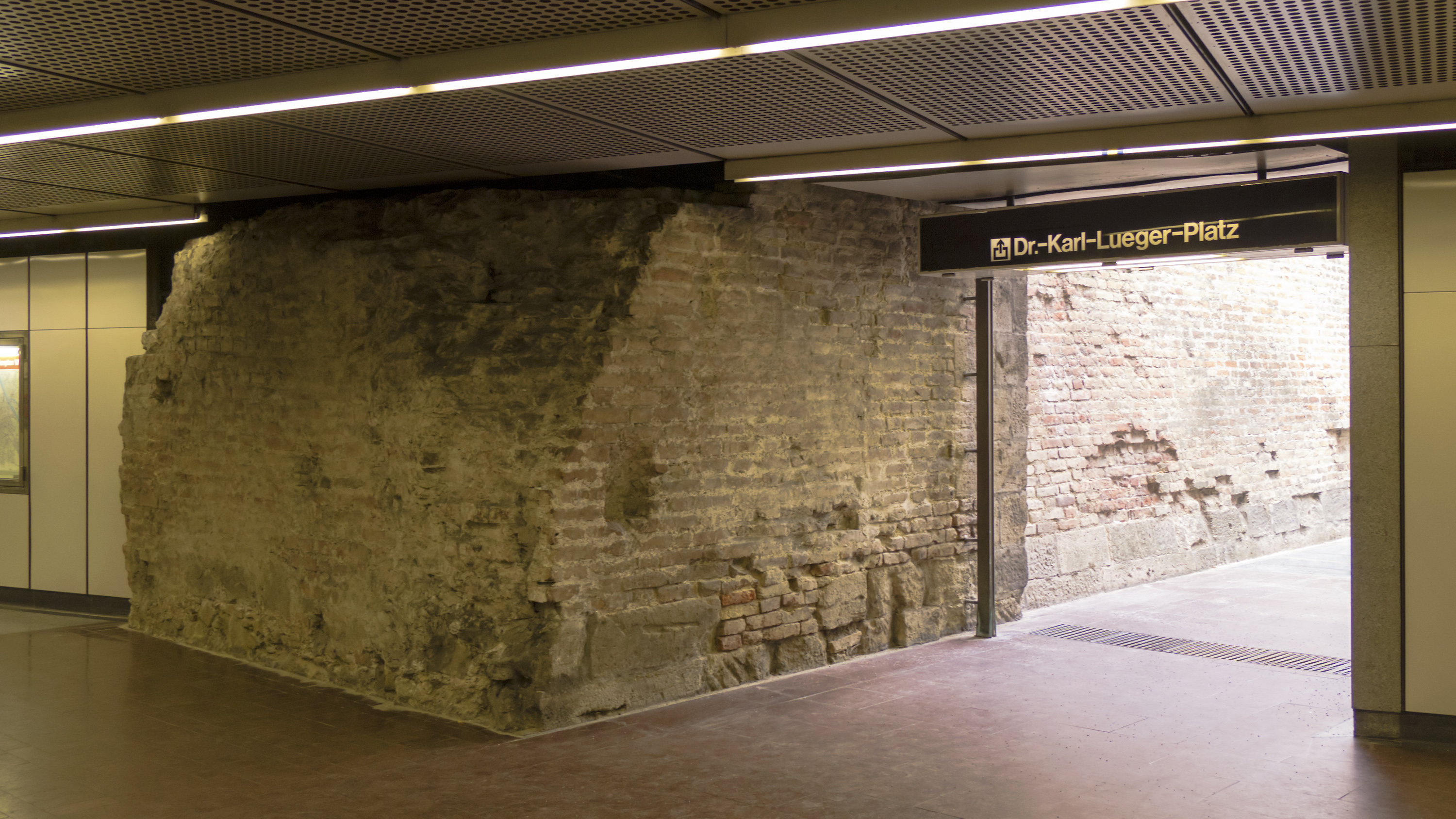
Überrest der Mauer, Ausgang Stubentor
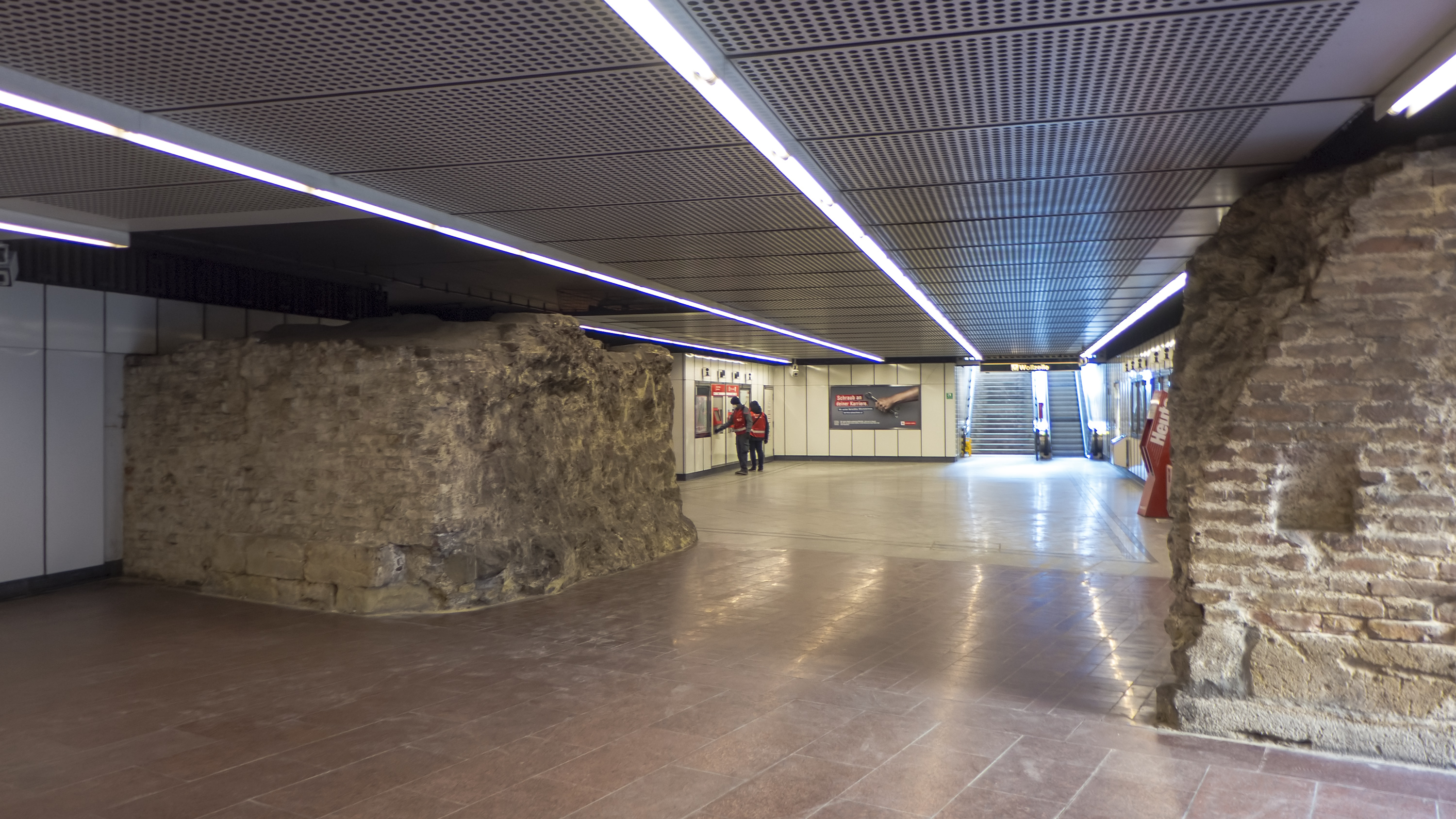
Überrest der Mauer im Verteilergeschoß
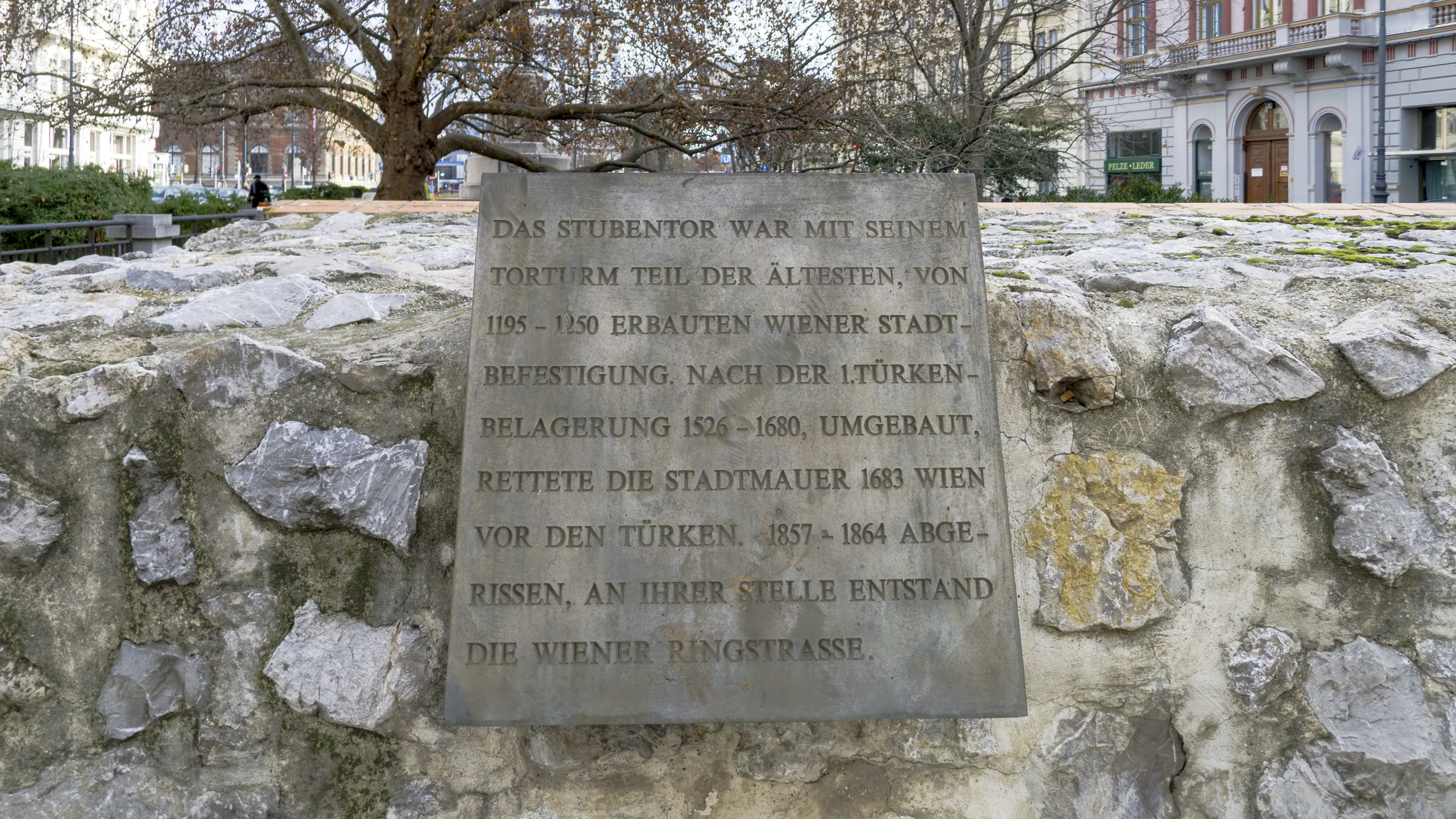
Informationstafel am Dr.-Karl-Lueger-Platz